# Cerkev sv. Janeza Krstnika, Ljutomer
Župnijska cerkev svetega  Janeza Krstnika stoji v Ljutomeru v Prlekiji v Sloveniji.

## Zgodovina
Prva cerkev na tem mestu je bila zgrajena v romanskem slogu in je nastala že pred letom 1328. Glavni oltar je bil v apsidi na vzhodni strani, na zahodni pa je bil vhod in nad njim zvonik. V 15. stoletju je bila razširjena, romanska apsida odstranjena in v gotskem slogu dozidan prezbiterij. V tem času je bil na severni strani dozidan zvonik v katerem je bila najprej  kapela, ki je bila kasneje spremenjena v zakristijo. Nad njo je bila soba vfarna pred ognjem, kamor so občinski možje shranjevali denar in dragocenosti. Med letoma 1688 in 1690 romansko ladjo porušili in zgradili novo triladijsko cerkev.
Leta 1736 so postavili kapelo sv. Florijana. Končali so tudi obzidje okoli cerkve, v katerega so vzidani baročni kamniti reliefi. Dva vhoda v obzidju sta bogato okrašena. Konec 18. stoletja so zvonik znižali in ga zravnali s streho. Sredi 19. stoletja so na južni strani prezbiterija prizidali zakristijo in oratorij, konec 19. stoletja pa spet povišali zvonik in mu dodali šiljasto streho.
Leta 1605 so cerkev oropali Turki, a so jo kmalu nato popravili. Leta 1704 so cerkev ponovno oplenili, tokrat Kruci. Vso notranjo opremo so zažgali in uničili. Leta 1901 je cerkev zajel požar. Uničene so bile orgle, ki so bile narejene v začetku 18. stoletja. Odpadel je tudi omet v osrednji ladji. Popravila so trajala vse do leta 1922. V času prve svetovne vojne je cerkev doletela  rekvizicija (odvzem premičnin zaradi nujnih potreb vojske, države, zlasti v vojnem času) petih zvonov. Najstarejši je bil iz konca 17. stoletja, najmlajši pa iz konca 19. stoletja. Nove zvonove so posvetili šele 1924. leta.
Pod današnjim korom, sredi prvotne cerkve, je najstarejša grobnica. V njej je pokopan Rudolf Lasberški, eden od lastnikov gradu Cven, ki je umrl leta 1414. Za velikim oltarjem je vzidan nagrobnik Jurija Schweinbecka, lastnika ljutomerskega Dolnjega gradu, ki je umrl sredi 15. stoletja. Nagrobnik je iz rdečega marmorja in spada med nagrobnike salzburškega tipa. V cerkvi je še velik lesen korpus Križanega v križnem oltarju v poznogotskem slogu, oltar svetega Jožefa na moški strani in oltar sv. Janeza Nepomuka ter oltar sv. Rožnega venca. Vsi štirje oltarji so iz srede 18. stoletja. Glavni oltar svetega Janeza Krstnika je iz konca 18. stoletja.
O nastanku ljutomerske cerkve med ljudstvom kroži naslednja pripovedka: 
Na Dolnjem gradu je živel grof, ki je rad zahajal na lov. Nekega dne je v goščavi naletel na medveda in sprožil nanj puščico, toda na žalost ga je slabo zadel. Ranjeni medved je pobesnel in se obrnil proti grofu. Iz strahu pred zverjo se je skril v neki votel hrast. Ko je videl, da zanj skoraj ni več rešitve se je zaobljubil: »če bom preživel, bom na tem mestu postavil cerkev.« Medved se je počasi umiril in zaradi izgubljene krvi poginil. Grof je kmalu izpolnil obljubo.

## Opis cerkve
Prezbiterij cerkve kaže slogovne znake pozne gotike. Stropna konstrukcija so kamnita rebra, ki rastejo iz snopastih stenskih služnikov, ti pa počivajo na konzolah, ki so kiparsko okrašene: škof z mitro, mlad moški z rogatim pokrivalom in dve ženski z oglavnicama. Viri omenjajo cerkveni tlak in grobnice. Plemiče in župnike so pokopavali v prezbiteriju, druge uglednejše vernike tudi v ladji. Poleg že omenjenih je tu še en epitaf, namenjen štajerskemu komorniku in koroškemu deželnemu maršalu Reichardtu pl. Lichtensteinu iz leta 1596, ki ga je izdelal Italijan Vincentius Cumini, sicer kipar in štukater iz Gradca. Ladje razmejujejo visoki slopi, nad njimi pa je križno obokan strop. Na zahodnem koncu je pevski kor podprt s slopi. Čutiti je baročne značilnosti, ki so odraz dela graških in lipniških gradbenih mojstrov.
Notranjščina cerkve prvotno ni bila poslikana. Šele konec 19. stol. je furlanski slikar Jakob Brollo poslikal stene z motivi iz legende o sv. Janezu Krstniku. Poslikave so bile poškodovane v požaru. Novo stensko dekoracijo je izdelal slikar Franjo Horvat iz Gornje Radgone. Prezbiterij  je leta 1922 poslikal ljutomerčan Anton Čeh s prizori iz življenja sv. Janeza Krstnika in upodobitvami Kristusa, prerokov, evangelistov in apostolov Petra in Pavla. Leta 1990 so celotno notranjost prepleskali in freske osvežili. Zunanjo fasado so večkrat obnavili, nazadnje leta 1933.
Pomembna oprema cerkve so predvsem oltarji in prižnica. Požgane in uničene oltarje so obnavljali po opustošenju in razdejanju Krucov, tj. v prvi polovici 18. stoletja. Oltar sv. Jožefa iz leta 1717 ima zanimivo stebrišče z usločeno gredo, zavoje iz akanta in sadne girlande. Leta 1756 je zanj naredil oltarno sliko ljutomerski slikar Jožef Digl. Na oltarju Rožnega venca iz leta 1737 so pomembne figure svetnikov, papežev in škofov v razgibanih držah, z živahno draperijo. Oltar je pobarval graški mojster Franc Anton Ramschüssel, oltarno podobo pa je leta 1856 naslikal avstrijski slikar Jožef Ernst Tunner. Oltar sv. Janeza Nepomuka je iz okoli leta 1740. Nekoliko mlajši je Križev oltar iz leta 1741 s Križanim, Marijo in Janezom ter dvema svetnikoma, vse delo rezbarja Franca Abrahama Schakharja iz Lipnice. Z njim je sodeloval graški slikar Matija Marchl. Najimenitnejši je veliki oltar, delo mariborskega kiparja Jožefa Holzingerja. Nastal je v letu 1797, že v klasicizmu. Leta 1810 ga je pobarval radgonski slikar Simon Adamec, oltarne podobe so delo graškega umetnika J. Jandla, sedanjo sliko sv. Janeza Krstnika, zavetnika cerkve, je leta 1856 izdelal graški slikar Beyer.
Prižnica z razgibano streho in okrasjem kaže znake zrelega baroka in je iz leta 1736. Baročne orgle iz leta 1737 je naredil Jurij Miteregger iz Gradca, po požaru 1901 pa jih je popravil Jožef Brandl iz Maribora. Nazadnje so bile obnovljene leta 1991.
Nekoč je cerkev obdajalo taborsko obzidje, znotraj katerega je bilo tudi pokopališče. Leta 1671 so na pokopališču pozidali kostnico. Leta 1736 so obzidju dodali dva baročna portala, okrašena s kipi in trakastim ornamentom. Arhitekturno kompozicijo dopolnjuje tudi kapelica sv. Florjana s kupolasto streho in stolpičem, ki stoji med portaloma. Prizore, ki prikazujejo Abrahamovo daritev, Janeza Krstnika in Rojstvo, odlikuje slikovita zasnova, ki jo je kipar spretno prenesel v kamen.

## Zvonik in zvonovi
Prvi romanski zvonik na zahodni strani ni bil identičen z današnjim. V prvi polovici 15. stoletja so na severni strani novega prezbiterija postavili drug, večji zvonik, ki so ga skozi zgodovino dograjevali do današnje višine. V pritličju je bila najprej kapela, nad njo pa obokana, proti ognju varna sobica, v kateri je trška občina shranjevala denar, različne dragocenosti, listine in drugo arhivsko gradivo. Ključ od te sobe je prevzel vsakokratni župan na dan, ko je bil izvoljen.
Iz arhivov izhaja, da so leta 1670 popravili streho zvonika in nanj postavili petelina. Leta 1674 so popravili uro. 
Konec 17. stoletja je cerkev dobila popolnoma novo obliko. Po prvotnem načrtu naj bi ob razširitvi cerkve na zahodni strani dozidali manjši zvonik. Dela so začeli leta 1688. Delo je leta 1689 prekinil požar, ki je nastal na trgu in se razširil tudi na cerkev. Pogorela sta oba zvonika in pripravljen gradbeni les. V ognju sta se stopila tudi dva manjša zvonova. Kmalu zatem so popravili manjši zvonik in vanj začasno shranili veliki zvon. Ostal je nedokončan, v zgornjem delu lesen.
Leta 1704 je škof Jožef Dominik, grof Lamberški dal pobudo za povišanje enega od obeh zvonikov. Župnik Matej Ozmec je  v naslednjem letu povišal trški, večji zvonik. Po končanem delu so vanj spravili zvonove, manjši zvonik pa pokrili. V njem so leta 1747 naredili nov božji grob, leta 1788 pa zvonik spet znižali.
V pritličju trškega zvonika je leta 1738 župnik Matija Petek uredil kapelo, kjer so lahko opravljali maše. V vizitacijskem zapisniku iz leta 1764 piše, da je zvonik dovolj visok in zidan in da v njem visijo trije zvonovi. Zakristija je bila takrat še pod stolpom in zelo tesna.
Do druge polovice 19. stoletja je bil zvonik piramidalne oblike, pokrit z opeko in le malo višji od cerkvene strehe. Potres leta 1880 je povzročil manjšo škodo, zato so leta 1884 začeli zbirati denar za obnovo in povišanje. Sredi leta 1885 so ga povišali za pet metrov in nanj postavili visoko šilasto streho iz kositra.
Pred prvo svetovno vojno je imela cerkev pet zvonov. Prva dva sta bila leta 1689 ulita v Gradcu. Tretji, najtežji je bil izdelan leta 1773 in je tehtal 1130 kg. Ostala dva pa sta bila iz leta 1828 in 1885. Po že omenjenem zasegu je ostal v zvoniku samo zvon iz leta 1689.
Takoj po vojni so dali narediti nove zvonove, ki so jih blagoslovili šele leta 1924. Najtežji zvon je bil "DIS" in je tehtal 1170 kg, drugi po teži je bil "FIS" iz leta 1689, tretji "GIS" je tehtal 460 kg in četrti "H" 290 kg. Sredi leta 1943 so iz zvonika odpeljali vse razen zvona iz leta 1689.
Po drugi svetovni vojni so na zvoniku izvedli nekaj del. Leta 1967 so popravili stolpno uro, leta 1971 pa streho. Električno zvonjenje so uredili leta 1975. Dva nova zvonova so dobili leta 1984. Večji je posvečen sv. Janezu Krstniku, manjši pa škofu Antonu Martinu Slomšku. Danes so v zvoniku trije zvonovi.